# 細短毛禾根蚜
細短毛禾根蚜（学名：Tetraneura radicicola），又名根四脈綿蚜，为綿癭蚜科毛禾根蚜屬下的一个种。